# Daniel Carroll
Daniel Brendan "Dan" Carroll DSC (Melbourne, Victòria, 17 de novembre de 1887 - Nova Orleans, Estats Units, 5 d'agost de 1956) va ser un jugador de rugbi a 15 australià que va competir amb la selecció d'Austràlia a començaments del segle XX i posteriorment amb la dels  Estats Units.
El 1908 va ser seleccionat per jugar amb la selecció d'Austràlia de rugbi a 15 que va prendre part en els Jocs Olímpics de Londres, on guanyà la medalla d'or.
El 1912 va prendre part a la Gira que els Wallabies farien pels Estats Units i el Canadà. En finalitzar la gira es quedà a viure als Estats Units. El 1913 va jugar contra els All Blacks com a membre de l'All-America. Durant la Primera Guerra Mundial va servir a l'exèrcit dels Estats Units com un tinent i fou reconegut amb la Creu del Servei Distingit.
El 1920 completà els estudis de geologia a la Universitat Stanford, universitat on jugà i entrenà a rugbi. Aquell mateix any fou seleccionat per prendre part en els Jocs d'Anvers com a jugador-entrenador de la competició de rugbi. En els va guanyar una nova medalla d'or, però en aquesta ocasió defensant la bandera dels Estats Units.
El 1921 començà a treballar a la Standard Oil, empresa on va romandre fins a la seva jubilació.